# Pobedino (Kaliningrad, Slawsk)
Pobedino (russisch Победино, deutsch Endrejen, 1938 bis 1945 Ossafelde, litauisch Endriejai) ist ein Ort in der russischen Oblast Kaliningrad. Er gehört zur kommunalen Selbstverwaltungseinheit Stadtkreis Slawsk im Rajon Slawsk.

## Geographische Lage
Pobedino am Flüsschen Ossa liegt 17 Kilometer südwestlich der Rajonhauptstadt Slawsk (Heinrichswalde) und drei Kilometer von Bolschakowo entfernt. Die nächste Bahnstation ist Bolschakowo an der Bahnstrecke Kaliningrad–Sowetsk (Königsberg–Tilsit).

## Geschichte
Das kleine bis 1938 Endrejen genannte Dorf wurde 1874 in den neu errichteten Amtsbezirk Parwischken (ab 1939 „Amtsbezirk Parwen“, der Ortsname heute russisch: Peski) eingegliedert und gehörte bis 1945 zum Kreis Niederung (ab 1938: „Kreis Elchniederung“) im Regierungsbezirk Gumbinnen der preußischen Provinz Ostpreußen. Am 3. August 1895 wurde die Nachbargemeinde Alt Gründann (nicht mehr existent) nach Endrejen eingemeindet. Die Einwohnerzahl betrug im Jahre 1910 insgesamt 277. Bis 1933 stieg die Zahl der Einwohner auf 285. Obwohl am 1. April 1938 noch die Gemeinde Ossupönen eingegliedert wurde, belief sich die Zahl der Einwohner im Jahre 1939 nur noch auf 247. Bereits am 3. Juni – amtlich bestätigt am 16. Juli – des Jahres 1938 wurde Endrejen aus politisch-ideologischen Gründen der Vermeidung fremdländisch klingender Ortsnamen in „Ossafelde“ umbenannt.
In Kriegsfolge kam der Ort 1945 mit dem nördlichen Ostpreußen zur Sowjetunion. Er erhielt im Jahr 1950 die russische Bezeichnung „Pobedino“ und wurde gleichzeitig dem Dorfsowjet Bolschakowski selski Sowet im Rajon Bolschakowo zugeordnet. Seit 1963 gehört Pobedino zum Rajon Slawsk. Vor 1975 wechselte der Ort in den Gastellowski selski Sowet. Von 2008 bis 2015 gehörte Pobedino zur Landgemeinde Bolschakowskoje selskoje posselenije und seither zum Stadtkreis Slawsk.

## Kirche
Mit seiner fast ausnahmslos evangelischen Bevölkerung war Endrejen resp. Ossafelde bis 1945 in das Kirchspiel der Kirche Skaisgirren mit Sitz in Bolschakowo (Groß Skaisgirren, 1938 bis 1946 Kreuzingen, heute russisch: Bolschakowo) eingepfarrt. Es gehörte zum Kirchenkreis Niederung (Elchniederung) in der Kirchenprovinz Ostpreußen der Kirche der Altpreußischen Union. Heute liegt Pobedino im Einzugsbereich einer in Bolschakowo in den 1990er Jahren neu entstandenen evangelisch-lutherischen Gemeinde. Sie ist eine Filialgemeinde innerhalb der Kirchenregion der Salzburger Kirche in Gussew (Gumbinnen), einer von vier Regionen in der Propstei Kaliningrad der Evangelisch-lutherischen Kirche Europäisches Russland.

## Söhne und Töchter des Ortes
- Armin Raufeisen (* 13. November 1928 in Endrejen; † 1987), Spion für den DDR-Auslandsgeheimdienst, später Opfer der Diktatur in der DDR